# Rifugio Città di Arona
Il rifugio Città di Arona è un rifugio alpino posto sulle Alpi Lepontine all'interno del Parco naturale dell'Alpe Veglia e dell'Alpe Devero. Il Rifugio si trova nel comune di Varzo, nella provincia del Verbano-Cusio-Ossola, a 1.770 m s.l.m. ed è gestito dalla sezione di Arona del Club Alpino Italiano.

## Accessi
Si accede al rifugio dalla località San Domenico di Varzo risalendo a piedi una mulattiera che conduce alla piana dell’Alpe Veglia.

## Ascensioni
- Pizzo Moro (2.948 m)[1]

## Traversate
- Alpe Veglia-Alpe Devero